# Propyria morelosia
Propyria morelosia är en fjärilsart som beskrevs av William Schaus 1924. Propyria morelosia ingår i släktet Propyria och familjen björnspinnare. Inga underarter finns listade i Catalogue of Life.